# Col de Burdincurutcheta
Der Col de Burdincurutcheta (baskisch Burdinkurutxeta) ist ein 1135 Meter hoher Bergpass in den westlichen Pyrenäen. Er bildet zusammen mit dem benachbarten Col Bagargui den Übergang zwischen den ehemaligen Provinzen Soule und Nieder-Navarra im französischen Baskenland. Der Name „Burdincurutcheta“ ist baskischen Ursprungs und bedeutet „Eisernes Kreuz“ (von Burdin [Eisen] und Curutche [Kreuz]). Mit einer Maximalsteigung von 11,5 % (steilster Kilometer) ist die Westrampe für Radsportler eine echte Herausforderung.  

## Weblinks und Quellen

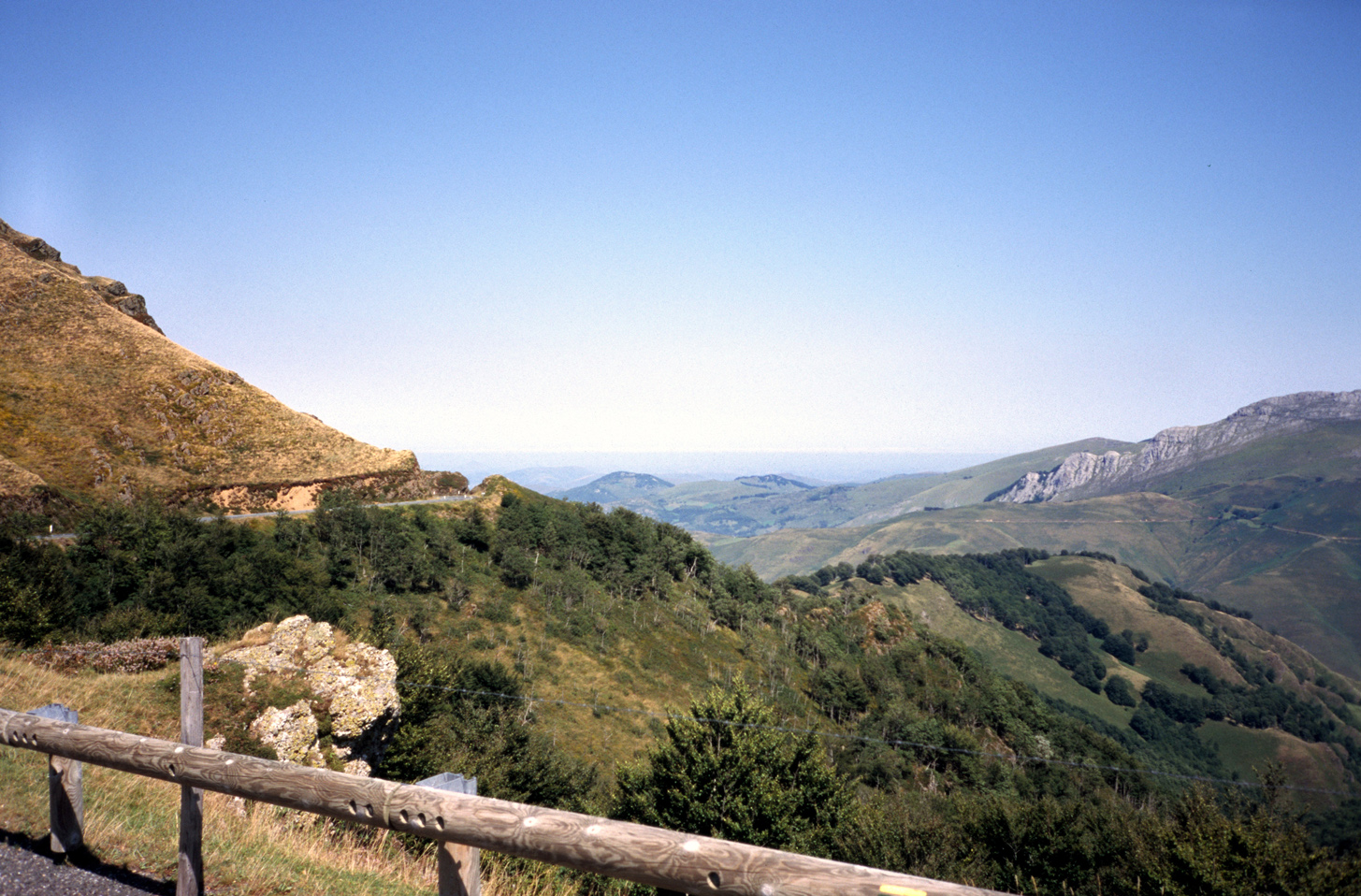
Blick von der Passhöhe nach Westen
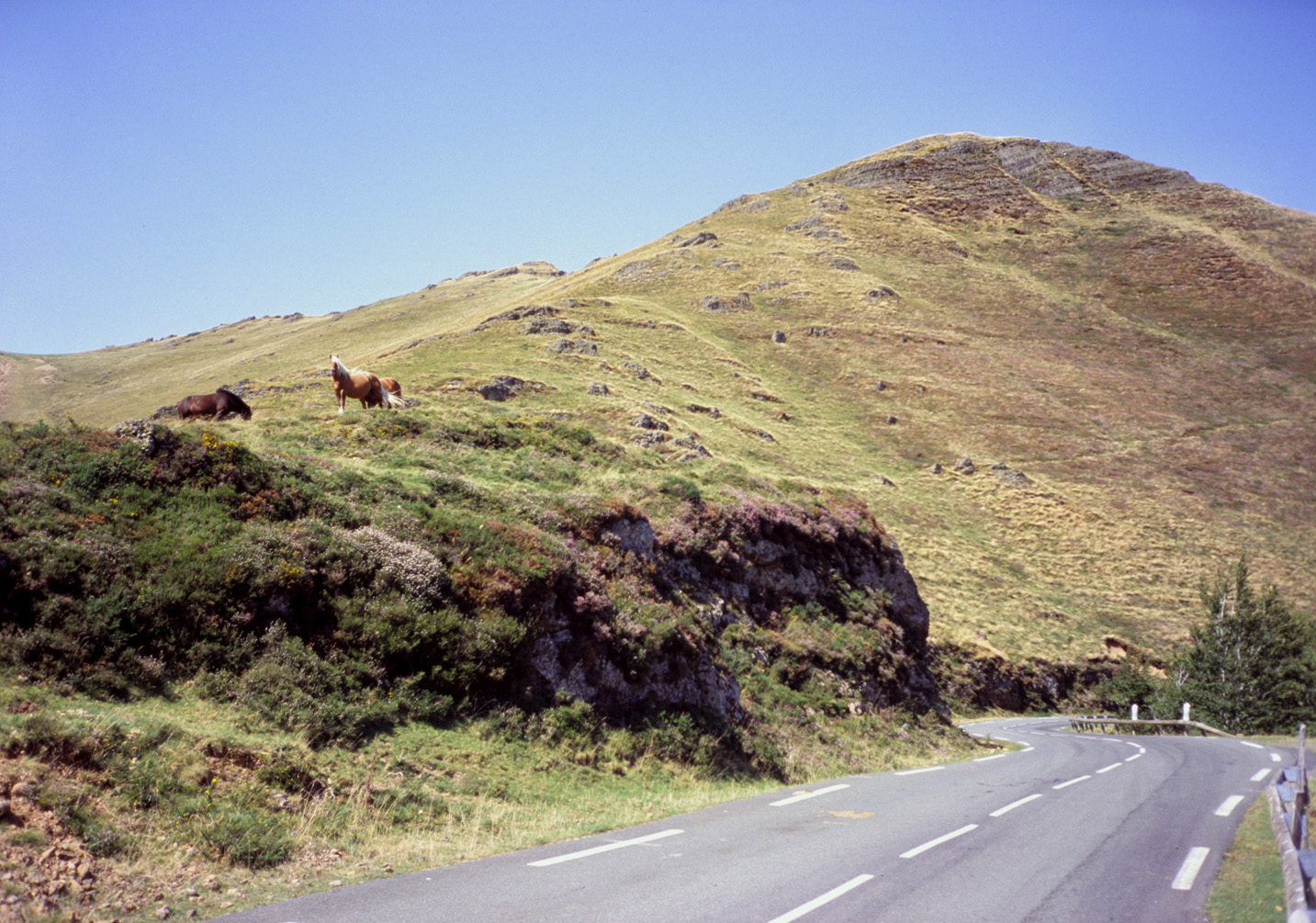
Auf der Passhöhe
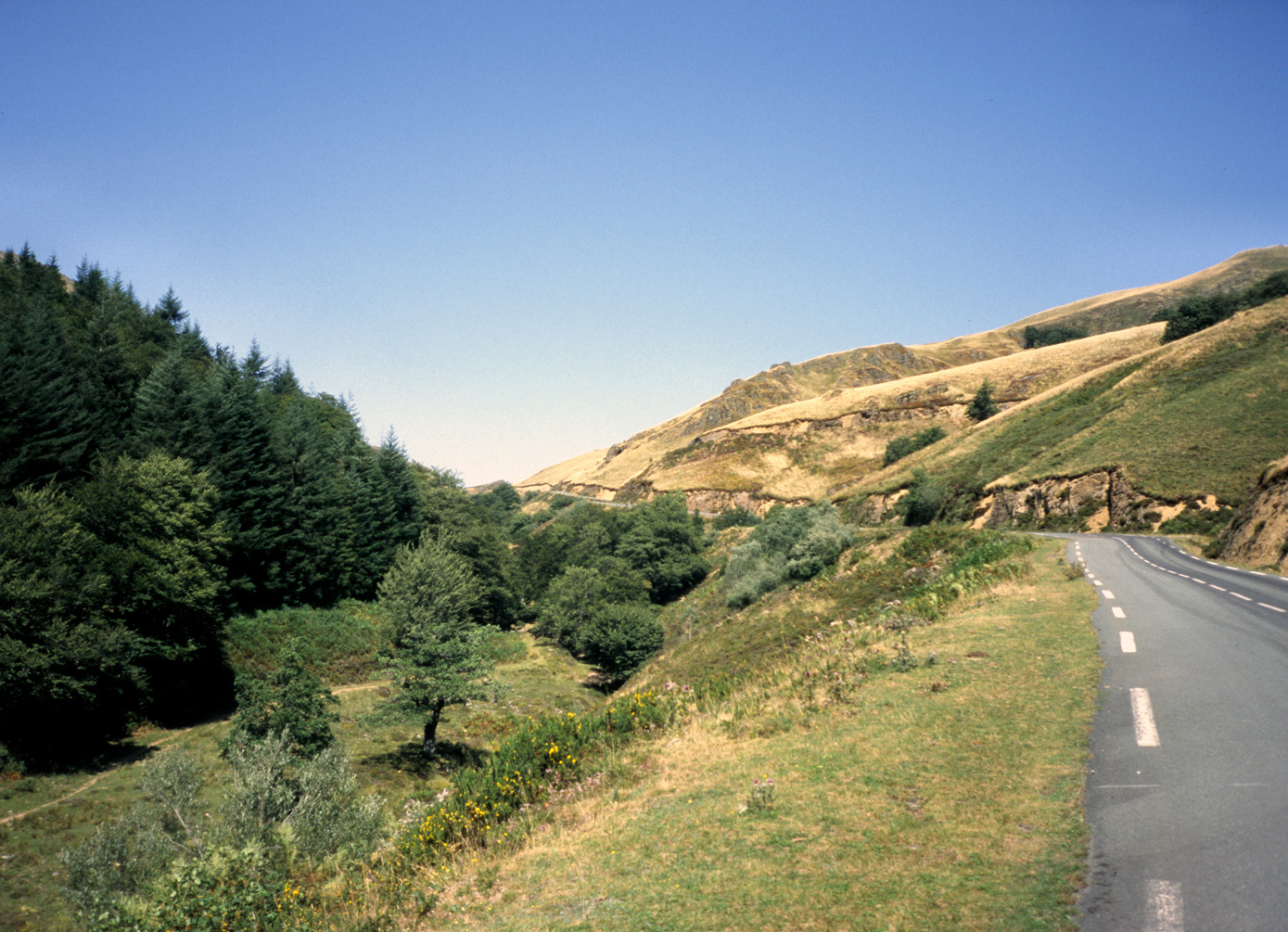
Auf der Ostrampe, in der Bildmitte der Pass.

## Streckenführung
Die auf den Col de Burdincurutcheta führende Départementstraße 18 beginnt vier Kilometer östlich von Saint-Jean-Pied-de-Port, im Ort Saint-Jean-le-Vieux. Die Straße führt zunächst zehn Kilometer lang durch das Tal des Flüsschens Laurhibar. Letzter Ort vor der eigentlichen Passstraße ist Mendive, hinter dem Weiler Bassamburua beginnt dann unvermittelt die äußerst steile Westrampe. Auf den ersten 4,3 km überwindet die Trasse 450 Höhenmeter bis zum 782 Meter hohen Col d’Haltza. Auf einen nahezu flachen Kilometer folgen dann weitere 4,5 Kilometer mit 330 Meter Höhendifferenz. Die Ostrampe ist wesentlich flacher und kürzer. Die D 18 nimmt ihren Anfang an der französisch-spanischen Grenze, wo sie zunächst flussaufwärts dem Tal des Iraty folgt. An einem kleinen Stausee trifft sie mit der D 19 zusammen, die aus östlicher Richtung vom Col Bagargui kommt. Anschließend folgen 2,5 Kilometer mit 130 Metern Höhenunterschied bis zur Passhöhe. 
Die Passhöhe bietet einen guten Ausgangspunkt für Wanderungen auf den Pic Mendibel (1411 m) im Osten und den Sommet d’Occabé (1456 m) im Südwesten.

## Tour de France
Der Col de Burdincurutcheta stand bisher dreimal auf dem Programm der Tour de France. 1986 und 1987 wurde er jeweils von der Westseite befahren und war damit ein Anstieg der ersten Kategorie. Erster Fahrer am Gipfel war 1986 der Franzose Ronan Pensec, später Sechster der Gesamtwertung. Die Tour de France 2003 befuhr dann vom Col Bagargui kommend die Ostrampe als Berg der Dritten Kategorie. Erster war der Amerikaner Tyler Hamilton, der anschließend in Bayonne auch Sieger der 16. Etappe wurde. Auf der extrem steilen Abfahrt gelang es Erik Zabel, wieder an das Vorderfeld heranzukommen. Dies berichtet er im Film Höllentour von Pepe Danquart. Er gewann anschließend den Sprint des Hauptfeldes und wurde so noch Etappenzweiter.